# Kuldīga
Kuldīga (Duits, vroeger: Goldingen) is een stad in het westen van Letland met ongeveer 13.500 inwoners, gelegen in het landsdeel Koerland (Kurzeme) aan de Venta.
Kuldīga werd voor het eerst genoemd in 1242 en werd in 1368 lid van de Hanze. Van 1596 tot 1616 was het hoofdstad van het Hertogdom Koerland en Semgallen.

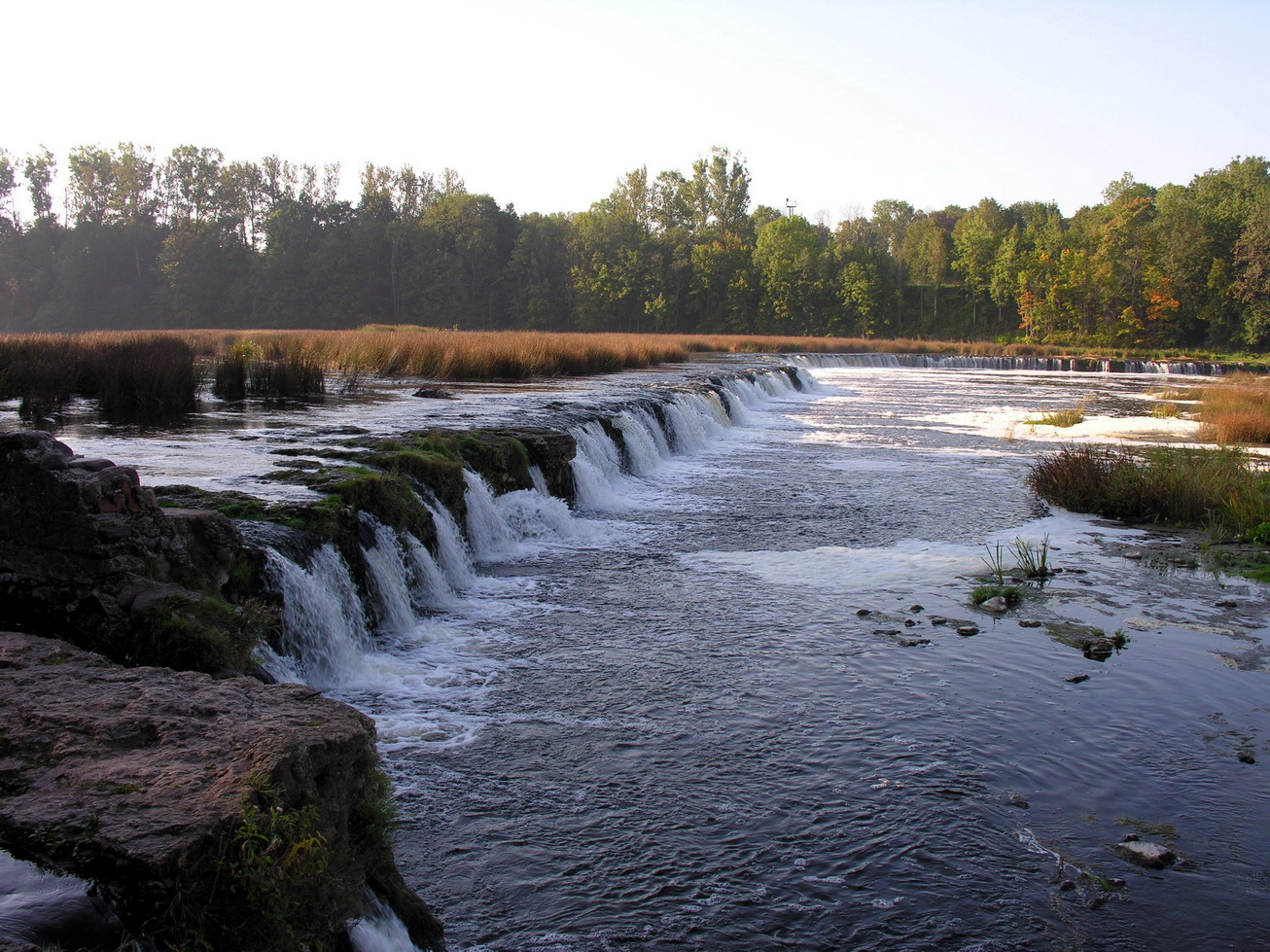
Rumba watervallen in de Venta

De belangrijkste bezienswaardigheid in Kuldīga is de Ventas rumba, een 240 meter brede natuurlijke waterval in de Venta, die ter plaatse als de breedste waterval in Europa wordt beschouwd. De hoogte is echter slechts één meter.

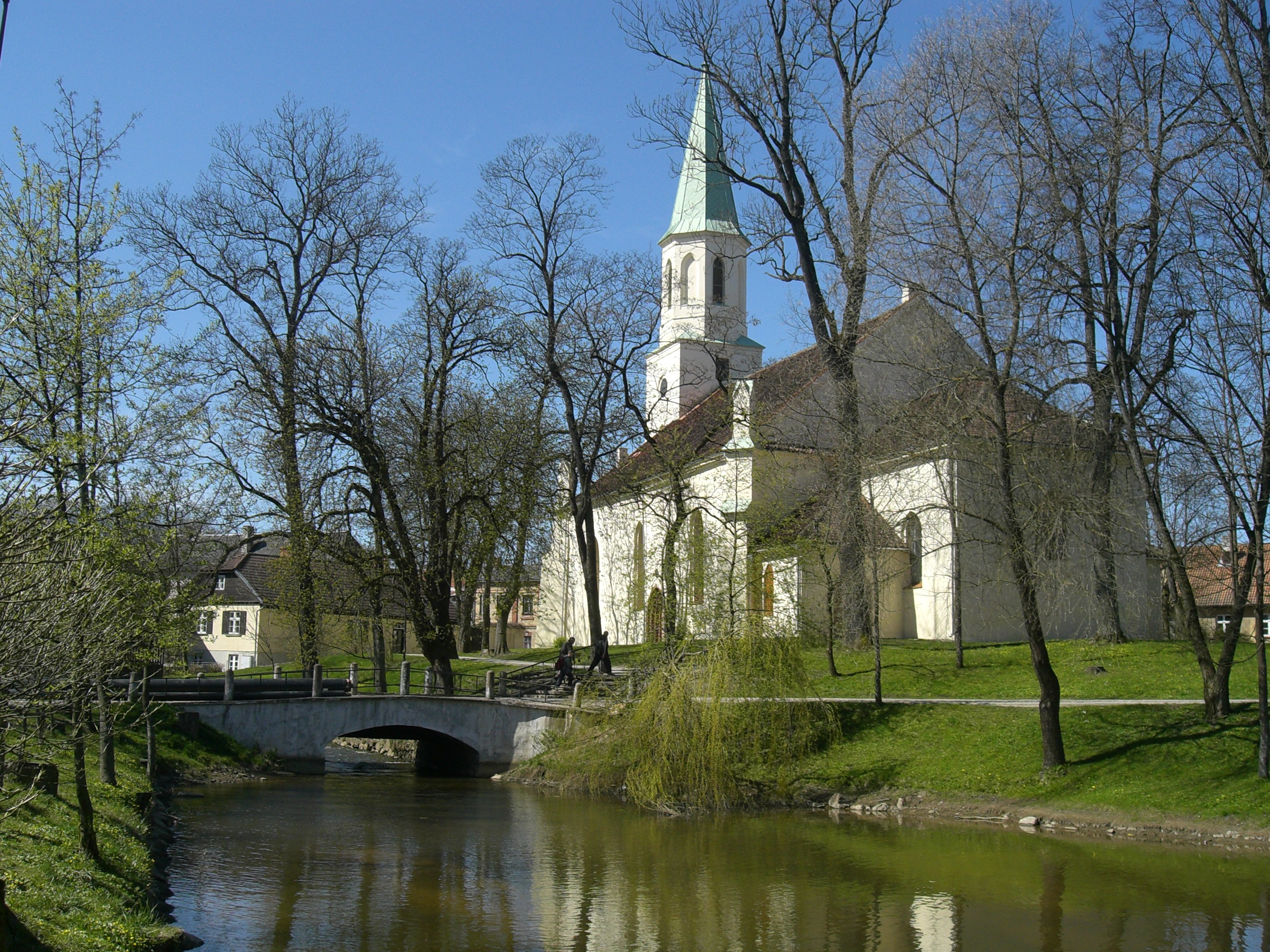
Catharinakerk

Het stadje zelf heeft een goed bewaard historisch (vooral 17de-eeuws) centrum en wordt wel het Venetië van Letland genoemd, vanwege de prominente rol van het riviertje de Alekšupīte. De stenen brug over de Venta dateert in zijn huidige vorm uit 1926. De voornaamste kerk van Kuldīga, de Sv. Katrīnas baznīca (Catharinakerk) is gewijd aan de heilige Catharina van Alexandrië, tevens de beschermheilige van het stadje. Zij is met haar rad ook afgebeeld op het wapen van de Kuldīga. De oude stad staat sinds 2023 op de Unesco-Werelderfgoedlijst. 
Van het vroegere kasteel resteren nog slechts fundamenten.

## Geboren in Kuldīga
- Andris Reiss (1978), wielrenner
- Andris Treimanis (1985), voetbalscheidsrechter
- Jānis Šmēdiņš (1987), beachvolleyballer
- Krists Neilands (1994), wielrenner
- Kristiāns Fokerots (2005), beachvolleyballer